# Polyák Gábor
Polyák Gábor (Siklós, 1977 –) magyar jogász, kommunikációs szakember, az ELTE Művészetelméleti és Médiakutatási Intézet professzora. Számos hazai és nemzetközi kutatás vezetője és résztvevője.

## Életpályája
Diplomáit a Pécsi Tudományegyetem Állam- és Jogtudományi Karán, illetve Bölcsészettudományi Karán szerezte. A mester (LL.M.) fokozatot szerzett jogi informatika informatikai jog témában a Bécsi Egyetemen. Doktori (PhD) fokozatát a Pécsi Tudományegyetemen szerezte, majd ugyancsak ezen az egyetemen habilitált.
2001 és 2015 között a Pécsi Tudományegyetem Állam- és Jogtudományi Kara Informatikai és Kommunikációs Jogi tanszékén dolgozott, majd Korábban a Pécsi Tudományegyetem Bölcsészettudományi Kara Kommunikáció- és Médiatudományi Tanszékén egyetemi docens és tanszékvezető volt, 2021-ig. 2014 és 2016 között Münsterben a Wesftälische Wilhelms-Universität kutatójaként dolgozott az Institut für Informations-, Telekommunikations und Medienrecht nevű intézetben.
Az Infokommunikáció és Jog című szakmai folyóirat alapítója és 2015-ig főszerkesztője, majd szerkesztője. 2020 és 2023 között a Fundamentum című emberi jogi folyóirat szerkesztője. 
2011 és 2021 között részmunkaidőben a Budapesti Corvinus Egyetem Gazdálkodástudományi Kara Infokommunikációs Tanszékén részmunkaidős adjunktus volt.
2021 januárjától az ELTE Média és Kommunikáció Tanszékének egyetemi tanára. A Bölcsészettudományi Kar Média és Kommunikáció Tanszékének tanszékvezetője, a Művészetelméleti és Médiakutatási Intézet igazgatója.
2008 és 2009 között Majtényi Lászlónak, az ORTT elnökének a tanácsadója volt.
Polyák Gábort 2009-ben Sólyom László köztársasági elnök és Bajnai Gordon miniszterelnök az Országos Rádió és Televízió Testület elnökének jelölte. Megválasztásáról végül az Országgyűlés nem szavazott.
2011-ben megalapította a Mérték Médiaelemző Műhely nevű watchdog szervezetet, aminek 2021-ig vezetője, azóta kutatója. A Mérték Médiaelemző Műhely az Orbán-kormány médiapolitikáját elemzi jogi, gazdasági, újságírói és szociológiai szempontból. Eredményeit a hazai és a nemzetközi közönség részére egyaránt elérhetővé teszi. 

## Közéleti szerepvállalása
Poláyk Gábor 2010-ben nyílt levélben kérte számon Koltay Andrást, hogy miért vállalt szerepet a sajtószabadságot sértő médiatörvények elkészítésében és a Médiatanács munkájában.
2017-ben felszólalt a magyarországi jogállamiság helyzetével foglalkozó Sargentini-jelentés európai parlamenti meghallgatásán, a kormánnyal szemben kritikus álláspontot fogalmazta meg a sajtószabadság helyzetéről.
2022-ben az ellenzék médiapolitikai tanácsadója.
2024 novemberében tiltakozott azzal szemben, hogy Orbán Viktor miniszterelnök politikai igazgatója, Orbán Balázs, az ELTE egyetemen tegyen PhD-vizsgát. A nyilatkozattól az egyetem elhatárolta magát. Hasonló szellemben nyilatkozott az MTA elnöke is, kiemelve, hogy csak a tudományos teljesítményt szabad egy doktori eljárás során figyelembe venni.

## Díjai, elismerései
- Országos Tudományos Diákköri Konferencia, különdíj
- Bolyai Kutatási Ösztöndíj
- Voltaire-Preis für Toleranz, Völkerverständigung und Respekt vor Differenz (Potsdami Egyetem, 2020)

## Kutatási területei
- médiajog,
- informatikai jog,
- médiarendszerek vizsgálata és a médiapolitika

## Könyvei, publikációi
- Informatikai jogi kézikönyv (társszerző: Dósa Imre, KJK, 2002)
- Médiaszabályozás (társszerző: Gálik Mihály; KJK 2004)
- A médiarendszer kialakítása. A piacra lépés és a hozzáférés alkotmányjogi, közösségi jogi és összehasonlító jogi elemzése (HVG-Orac, 2008)
- Médiapolitikai szöveggyűjtemény (Gondolat, 2009)
- Médiaszabályozás, médiapolitika (Gondolat, 2015)
- Medienpolitik in Osteuropa. Theoretischer Rahmen und mediale Praxis (B & S Siebenhaar Verlag, Berlin, 2018)
- Algoritmusok, keresők, közösségi oldalak és a jog – A forgalomirányító szolgáltatások szabályozása (HVG-Orac, Budapest, 2020)

Publikációinak teljes listája elérhető a Magyar Tudományos Művek Tárában.